# Hypergastromyzon
Hypergastromyzon är ett släkte av fiskar. Hypergastromyzon ingår i familjen grönlingsfiskar.
Kladogram enligt Catalogue of Life:
| Hypergastromyzon | \| \| Hypergastromyzon eubranchus \| \| \| \| \| \| Hypergastromyzon humilis \| \| \| \| |
|                  | \| \| Hypergastromyzon eubranchus \| \| \| \| \| \| Hypergastromyzon humilis \| \| \| \| |
|                  | Hypergastromyzon eubranchus                                                              |
|                  |                                                                                          |
|                  | Hypergastromyzon humilis                                                                 |
|                  |                                                                                          |